# Vellookkara
Vellookkara es una ciudad censal situada en el distrito de Thrissur en el estado de Kerala (India). Su población es de 8146 habitantes (2011). Se encuentra a 25 km de Thrissur y a 47 km de Cochín.

## Demografía
Según el censo de 2011 la población de Vellookkara era de 8146 habitantes, de los cuales 3697 eran hombres y 4449 eran mujeres. Vellookkara tiene una tasa media de alfabetización del 95,71%, inferior a la media estatal del 94%: la alfabetización masculina es del 96,91%, y la alfabetización femenina del 94,73%.